# Azorilla lottae
Azorilla lottae é uma espécie de gastrópode do gênero Azorilla, pertencente a família Raphitomidae.